# Louis Mafouta
Louis Mafouta (Beaumont-sur-Oise, 2 luglio 1994) è un calciatore centrafricano con cittadinanza francese, attaccante del Guingamp e della nazionale centrafricana.

## Carriera

### Club
Ha giocato nella prima e nella seconda divisione francese.

### Nazionale
Il 27 marzo 2017 debutta con nazionale centrafricana in occasione dell'amichevole contro il Gambia, trovando il suo primo gol in nazionale nella stessa partita.
Debutta in competizioni ufficiali il 9 settembre 2018, nell'incontro valido per le qualificazioni alla Coppa d'Africa 2019, nella partita persa per 1-0 contro la Guinea.

## Statistiche

### Presenze e reti nei club
Statistiche aggiornate al 6 maggio 2023
| Stagione               | Squadra                | Campionato             | Campionato | Campionato | Coppe nazionali | Coppe nazionali | Coppe nazionali | Coppe continentali | Coppe continentali | Coppe continentali | Altre coppe | Altre coppe | Altre coppe | Totale | Totale |
| Stagione               | Squadra                | Comp                   | Pres       | Reti       | Comp            | Pres            | Reti            | Comp               | Pres               | Reti               | Comp        | Pres        | Reti        | Pres   | Reti   |
| ---------------------- | ---------------------- | ---------------------- | ---------- | ---------- | --------------- | --------------- | --------------- | ------------------ | ------------------ | ------------------ | ----------- | ----------- | ----------- | ------ | ------ |
| 2016-2017              | Panserraïkos           | GE                     | 6          | 1          | KE              | 2               | 0               | -                  | -                  | -                  | -           | -           | -           | 8      | 1      |
| 2017-gen. 2018         | USM Senlis             | N                      | 0          | 0          | CdF             | 1               | 0               | -                  | -                  | -                  | -           | -           | -           | 1      | 0      |
| gen.-giu. 2018         | Chambly                | N                      | 2          | 0          | CdF             | 0               | 0               | -                  | -                  | -                  | -           | -           | -           | 2      | 0      |
| 2018-2019              | Grasse                 | N2                     | 9          | 8          | CdF             | 0               | 0               | -                  | -                  | -                  | -           | -           | -           | 9      | 8      |
| 2019-2020              | Grasse                 | N2                     | 18         | 9          | CdF             | 1               | 0               | -                  | -                  | -                  | -           | -           | -           | 19     | 9      |
| Totale Grasse          | Totale Grasse          | Totale Grasse          | 27         | 17         |                 | 1               | 0               | -                  | -                  | -                  | -           | -           | -           | 28     | 17     |
| 2020-2021              | Neuchâtel Xamax        | ChL                    | 34         | 15         | CS              | 1               | 1               | -                  | -                  | -                  | -           | -           | -           | 35     | 16     |
| 2021-gen. 2022         | Neuchâtel Xamax        | ChL                    | 18         | 7          | CS              | 2               | 3               | -                  | -                  | -                  | -           | -           | -           | 20     | 10     |
| Totale Neuchatel Xamax | Totale Neuchatel Xamax | Totale Neuchatel Xamax | 52         | 22         |                 | 3               | 4               | -                  | -                  | -                  | -           | -           | -           | 55     | 27     |
| gen.-giu. 2022         | Metz                   | L1                     | 15         | 2          | CdF             | 0               | 0               | -                  | -                  | -                  | -           | -           | -           | 15     | 2      |
| 2022-2023              | Rouen                  | L2                     | 34         | 11         | CdF             | 1               | 0               | -                  | -                  | -                  | -           | -           | -           | 35     | 11     |
| 2023-2024              | Amiens                 | L2                     | 34         | 15         | CF              | 2               | 2               | -                  | -                  | -                  | -           | -           | -           | 36     | 17     |
| Totale carriera        | Totale carriera        | Totale carriera        | 170        | 68         |                 | 10              | 6               | -                  | -                  | -                  | -           | -           | -           | 180    | 74     |

### Cronologia presenze e reti in nazionale
| Cronologia completa delle presenze e delle reti in nazionale ― Rep. Centrafricana | Cronologia completa delle presenze e delle reti in nazionale ― Rep. Centrafricana | Cronologia completa delle presenze e delle reti in nazionale ― Rep. Centrafricana | Cronologia completa delle presenze e delle reti in nazionale ― Rep. Centrafricana | Cronologia completa delle presenze e delle reti in nazionale ― Rep. Centrafricana | Cronologia completa delle presenze e delle reti in nazionale ― Rep. Centrafricana | Cronologia completa delle presenze e delle reti in nazionale ― Rep. Centrafricana | Cronologia completa delle presenze e delle reti in nazionale ― Rep. Centrafricana |
| Data                                                                              | Città                                                                             | In casa                                                                           | Risultato                                                                         | Ospiti                                                                            | Competizione                                                                      | Reti                                                                              | Note                                                                              |
| --------------------------------------------------------------------------------- | --------------------------------------------------------------------------------- | --------------------------------------------------------------------------------- | --------------------------------------------------------------------------------- | --------------------------------------------------------------------------------- | --------------------------------------------------------------------------------- | --------------------------------------------------------------------------------- | --------------------------------------------------------------------------------- |
| 27-3-2017                                                                         | Bangui                                                                            | Rep. Centrafricana                                                                | 1 – 2                                                                             | Gambia                                                                            | Amichevole                                                                        | 1                                                                                 |                                                                                   |
| 23-3-2018                                                                         | Bakau                                                                             | Gambia                                                                            | 1 – 1                                                                             | Rep. Centrafricana                                                                | Amichevole                                                                        | -                                                                                 | 87’                                                                               |
| 27-3-2018                                                                         | Marrakech                                                                         | Kenya                                                                             | 2 – 3                                                                             | Rep. Centrafricana                                                                | Amichevole                                                                        | -                                                                                 | 56’                                                                               |
| 27-5-2018                                                                         | Niamey                                                                            | Niger                                                                             | 3 – 3                                                                             | Rep. Centrafricana                                                                | Amichevole                                                                        | 1                                                                                 |                                                                                   |
| 30-5-2018                                                                         | Niamey                                                                            | Rep. Centrafricana                                                                | 1 – 0                                                                             | Uganda                                                                            | Amichevole                                                                        | -                                                                                 |                                                                                   |
| 9-9-2018                                                                          | Conakry                                                                           | Guinea                                                                            | 1 – 0                                                                             | Rep. Centrafricana                                                                | Qual. Coppa d'Africa 2019                                                         | -                                                                                 |                                                                                   |
| 12-10-2018                                                                        | Bouaké                                                                            | Costa d'Avorio                                                                    | 4 – 0                                                                             | Rep. Centrafricana                                                                | Qual. Coppa d'Africa 2019                                                         | -                                                                                 |                                                                                   |
| 16-10-2018                                                                        | Bangui                                                                            | Rep. Centrafricana                                                                | 0 – 0                                                                             | Costa d'Avorio                                                                    | Qual. Coppa d'Africa 2019                                                         | -                                                                                 | 68’                                                                               |
| 18-11-2018                                                                        | Kigali                                                                            | Ruanda                                                                            | 2 – 2                                                                             | Rep. Centrafricana                                                                | Qual. Coppa d'Africa 2019                                                         | -                                                                                 | 67’                                                                               |
| 24-3-2019                                                                         | Bangui                                                                            | Rep. Centrafricana                                                                | 0 – 0                                                                             | Guinea                                                                            | Qual. Coppa d'Africa 2019                                                         | -                                                                                 |                                                                                   |
| 13-10-2019                                                                        | Niamey                                                                            | Niger                                                                             | 0 – 2                                                                             | Rep. Centrafricana                                                                | Amichevole                                                                        | -                                                                                 |                                                                                   |
| 13-11-2019                                                                        | Bangui                                                                            | Rep. Centrafricana                                                                | 2 – 0                                                                             | Burundi                                                                           | Qual. Coppa d'Africa 2021                                                         | 1                                                                                 |                                                                                   |
| 19-11-2019                                                                        | Nouakchott                                                                        | Mauritania                                                                        | 2 – 0                                                                             | Rep. Centrafricana                                                                | Qual. Coppa d'Africa 2021                                                         | -                                                                                 |                                                                                   |
| 13-11-2020                                                                        | Casablanca                                                                        | Marocco                                                                           | 4 – 1                                                                             | Rep. Centrafricana                                                                | Qual. Coppa d'Africa 2021                                                         | 1                                                                                 |                                                                                   |
| 17-11-2020                                                                        | Douala                                                                            | Rep. Centrafricana                                                                | 0 – 2                                                                             | Marocco                                                                           | Qual. Coppa d'Africa 2021                                                         | -                                                                                 | 87’                                                                               |
| 26-3-2021                                                                         | Bujumbura                                                                         | Burundi                                                                           | 2 – 2                                                                             | Rep. Centrafricana                                                                | Qual. Coppa d'Africa 2021                                                         | 2                                                                                 |                                                                                   |
| 30-3-2021                                                                         | Douala                                                                            | Rep. Centrafricana                                                                | 0 – 1                                                                             | Mauritania                                                                        | Qual. Coppa d'Africa 2021                                                         | -                                                                                 |                                                                                   |
| 23-3-2023                                                                         | Antananarivo                                                                      | Madagascar                                                                        | 0 – 3                                                                             | Rep. Centrafricana                                                                | Qual. Coppa d'Africa 2023                                                         | 2                                                                                 |                                                                                   |
| 27-3-2023                                                                         | Douala                                                                            | Rep. Centrafricana                                                                | 2 – 0                                                                             | Madagascar                                                                        | Qual. Coppa d'Africa 2023                                                         | 2                                                                                 | 83’                                                                               |
| 17-6-2023                                                                         | Douala                                                                            | Rep. Centrafricana                                                                | 1 – 2                                                                             | Angola                                                                            | Qual. Coppa d'Africa 2023                                                         | -                                                                                 |                                                                                   |
| 7-9-2023                                                                          | Kumasi                                                                            | Ghana                                                                             | 2 – 1                                                                             | Rep. Centrafricana                                                                | Qual. Coppa d'Africa 2023                                                         | 1                                                                                 |                                                                                   |
| 17-11-2023                                                                        | Iconi                                                                             | Comore                                                                            | 4 – 2                                                                             | Rep. Centrafricana                                                                | Qual. Mondiali 2026                                                               | -                                                                                 |                                                                                   |
| 20-11-2023                                                                        | Bamako                                                                            | Mali                                                                              | 1 – 1                                                                             | Rep. Centrafricana                                                                | Qual. Mondiali 2026                                                               | -                                                                                 | 90+4’                                                                             |
| 5-6-2024                                                                          | Oujda                                                                             | Rep. Centrafricana                                                                | 1 – 0                                                                             | Ciad                                                                              | Qual. Mondiali 2026                                                               | -                                                                                 | 90+3’                                                                             |
| 10-6-2024                                                                         | Kumasi                                                                            | Ghana                                                                             | 4 – 3                                                                             | Rep. Centrafricana                                                                | Qual. Mondiali 2026                                                               | 3                                                                                 | 83’                                                                               |
| 5-9-2024                                                                          | El Jadida                                                                         | Rep. Centrafricana                                                                | 3 – 1                                                                             | Lesotho                                                                           | Qual. Coppa d'Africa 2025                                                         | 2                                                                                 | 82’                                                                               |
| 10-9-2024                                                                         | Franceville                                                                       | Gabon                                                                             | 2 – 0                                                                             | Rep. Centrafricana                                                                | Qual. Coppa d'Africa 2025                                                         | -                                                                                 | 34’                                                                               |
| 12-10-2024                                                                        | Oujda                                                                             | Marocco                                                                           | 5 – 0                                                                             | Rep. Centrafricana                                                                | Qual. Coppa d'Africa 2025                                                         | -                                                                                 |                                                                                   |
| 15-10-2024                                                                        | Oujda                                                                             | Rep. Centrafricana                                                                | 0 – 4                                                                             | Marocco                                                                           | Qual. Coppa d'Africa 2025                                                         | -                                                                                 | 80’                                                                               |
| 14-11-2024                                                                        | Bloemfontein                                                                      | Lesotho                                                                           | 1 – 0                                                                             | Rep. Centrafricana                                                                | Qual. Coppa d'Africa 2025                                                         | -                                                                                 |                                                                                   |
| 19-3-2025                                                                         | Casablanca                                                                        | Rep. Centrafricana                                                                | 1 – 4                                                                             | Madagascar                                                                        | Qual. Mondiali 2026                                                               | -                                                                                 |                                                                                   |
| 24-3-2025                                                                         | Casablanca                                                                        | Rep. Centrafricana                                                                | 0 – 0                                                                             | Mali                                                                              | Qual. Mondiali 2026                                                               | -                                                                                 | 90+3’ 90+4’                                                                       |
| Totale                                                                            |                                                                                   | Presenze                                                                          | 32                                                                                |                                                                                   | Reti                                                                              | 16                                                                                |                                                                                   |